# Grimizna plima (1995.)
Grimizna plima je podmornički holivudski film iz 1995. godine. Redatelj je Tony Scott, a glavne uloge glume Gene Hackman i Denzel Washington.Producent filma je kultni Jerry Bruckheimer.
Godina je 1995. Rusija je u stanju političke nestabilnosti i kaosa. Ultranacionalistički vođa Radčenko i njegovi pobunjenici zauzeli su postrojenje s nukearnim projektilima i prijete nuklearnim ratom ako ih se ruska ili američka Vlada suprotstave.
Zadatak sprječavanja pokušaja aktiviranja projektila dobiva podmornica Alabama kojom zapovijeda kapetan Frank Ramsey (Gene Hackman), pomalo autoritarni mornarički časnik koji vjeruje u slijepo izvršavanje naredbi. Njegov novi član posade je mladi Ron Hunter (Denzel), iskusan u teoriji, ali bez borbenog iskustva.
Kada izbije sukob oko naredbe ispaljivanja projektila koji su u podmornici, događa se pobuna, i Ramsey završava u svojoj kabini gdje je u pritvoru.
Dotad, Hunter želi dobiti potvrdu naredbe o lansiranju projektila, ali nastaju problemi jer se radio pokvario.
Dok ga električar popravlja, dio posade planira protuudar i oslobađaju kapetana koji ponovno preuzima zapovjedništvo, a stiže i vijest da su se pobunjenici predali.
Nakon kraja krize, Ramsey i Hunter su pred vojnim sudom, koji Huntera oslobađa optužbi za pobunu. Ramsey odlazi u mirovinu, prethodno predloživši Huntera za mjesto zapovjednika.